# O'Keeffe (cratère)
Pour les articles homonymes, voir O'Keeffe.
O'Keeffe est un cratère d'impact présent à la surface de Vénus.
Ce cratère a ainsi été nommé par l'Union astronomique internationale en 1994 en hommage à l'artiste américaine Georgia O'Keeffe.
Son diamètre est de 76,9 km. Il se situe dans la région du quadrangle d'Ulfrun Regio (quadrangle V-27).